# Panama
Panama, hivatalos nevén Panamai Köztársaság (spanyolul República de Panamá), Közép-Amerika legdélibb állama. Természetes hidat képez Dél- és Észak-Amerika között. Nyugatról Costa Rica, keletről Kolumbia határolja, északi partjait a Karib-tenger, déli partjait a Csendes-óceán mossa. Fővárosa és legnagyobb városa Panamaváros (Panama City), amely az ország népessége csaknem felének ad otthont.
A területet indián törzsek lakták, mielőtt a 16. században a spanyol gyarmatosítók megérkeztek. 1821-ben elszakadt Spanyolországtól és csatlakozott Nagy-Kolumbiához. Az USA támogatásával 1903-ban végleg elszakadt Kolumbiától is, és lehetővé tette az USA számára a Panama-csatorna megépítését.
A csatornadíjakból származó bevétel a 21. században is Panama GDP-jének jelentős részét teszi ki, bár a kereskedelem, a bankszektor és a turizmus is jelentős és növekvő ágazatok.

## Földrajz
| \| Costa Rica Kolumbia D a r i é n Chitré Colón David Panamaváros Santiago Karib-tenger Csendes-óceán Darién-öböl Panama-csatorna Panamai-öböl Kordillerák Barú Bocas del Toro \| \| térkép szerkesztése \| |
| Costa Rica Kolumbia D a r i é n Chitré Colón David Panamaváros Santiago Karib-tenger Csendes-óceán Darién-öböl Panama-csatorna Panamai-öböl Kordillerák Barú Bocas del Toro                                 |
| térkép szerkesztése |

### Domborzata

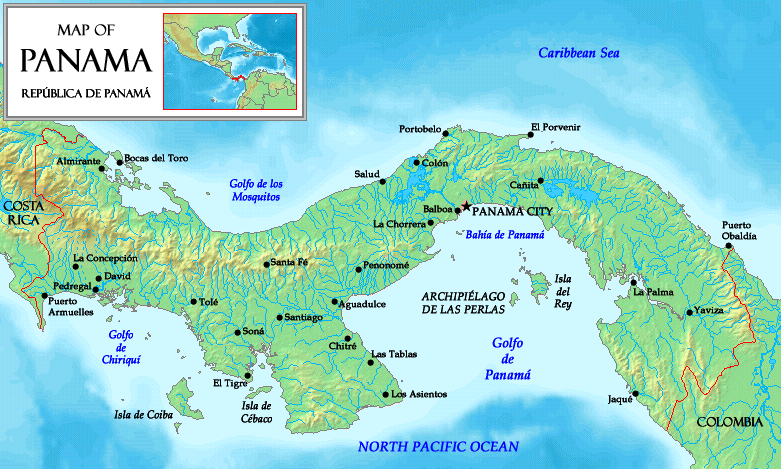
Főbb települései

Az ország uralkodó domborzati formái a közép-amerikai Kordillerák összeszűkülő hegyláncai, melyek a kontinensválasztó földszoros területén dombokká alacsonyodnak. A térség 70%-át 700 méternél nem magasabb dombság borítja. Partvidékét a Csendes-óceán, és a Karib-tenger mentén széles alföld kíséri, ahol a legnépesebb települések találhatók. Az alacsony tengerparti síkságok az ország déli részén terülnek el, melyek többnyire nem érik el a 200 méteres tengerszint feletti magasságot.
A földszoros nem képezi részét az észak-amerikai hegyláncoknak és a dél-amerikai Andokhoz is csak a kolumbiai határhoz közel eső hegységek kapcsolódnak. A Kordillerák Costa Ricába átnyúló része a Talamanca-hegység, mely a csatornáig Tabasarái-hegységben folytatódik. Ez a hegységrendszer a vulkáni kitörések alatt felhalmozódott magmatikus kőzetből áll. Magassága 600 métertől 2000 méterig terjed, és trópusi erdő borítja, mely rendkívül alkalmas hegyvidéki túrákra. Panama legmagasabb csúcsa a 3500 méteren található Barú vulkán, amely évezredek óta inaktív, viszont a körülötte lévő területek rendkívül termékenyek. Ahol a földszoros legkeskenyebb, a hegység 100–450 méter magas dombvidékké alacsonyodik. Itt épült a Panama-csatorna.

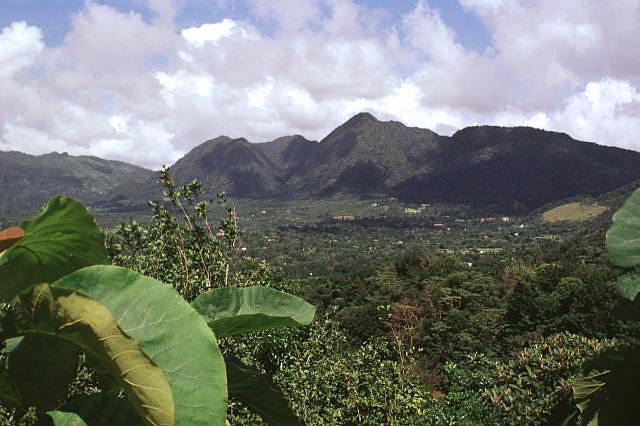
El Valle-vulkán az ország középső részén

### Vízrajza
Északról a Karib-tenger, délről a Csendes-óceán mossa partjait. Panamában több mint 150 folyó és három nagy kiterjedésű tó van. Ezek hasznosítása az ország fő energiaforrása. A folyók többsége a Csendes-óceánba ömlik. Ezek kisebb esésűek, vízgyűjtőjük nagyobb, mint a karibi oldal folyóié. A legjelentősebbek:
- A Chagres vízével töltik fel a Gatún- és az Alajuela-tavat. Itt vízerőműveket is építettek, melyek az ország és a Panama-csatorna elektromos ellátásáért felelnek. A Gatún-tó táplálja a Panama-csatorna zsiliprendszerét.
- A Tuira a San Miguel-öbölbe folyik. Ez Panama egyetlen hajózható folyója.

Mindkét tengerpartot kihasználják turisztikai szempontból.

### Éghajlata
Panama éghajlatát trópusi egyenlítői éghajlat és kis hőmérsékleti ingadozás jellemzi, mely rendkívül kedvező az idegenforgalom szempontjából. Két évszak, a száraz és az esős létezik. A száraz évszak december végétől május elejéig tart, az év többi része az esős évszak. Az összes évi csapadékmennyiség az esős évszakban hullik le, emiatt a turizmus néhány ágazata szezonális jellegű. A Karib-tenger mentén elterülő parti síkságon a csapadék eléri az évi 3500 millimétert, melyet az északkeleti szelek szállítanak. A csendes-óceáni partvidékre a szavanna éghajlat a jellemző, kevesebb csapadékkal és rövidebb esős időszakkal. Ennek oka, hogy a földszoros hegyei, a Kordillerák pajzsként védik a partot az esőzésektől. Naplemente után az ország egész területén egy hűvös szellő támad fel. Napfelkelte idején minden évszakban süt a nap.
A leghidegebb hónap október (középhőmérséklete 26 °C), legmelegebb április (középhőmérséklete 28 °C). Legcsapadékosabb október (21 csapadékos nap). Ekkor zivatarok gyakran előfordulnak. A legszárazabb hónap március (legfeljebb két csapadékos nap). A hőmérséklet a magas hegységekben alacsonyabb. A Talamanca-hegység nyugati oldalának magas részein ritkán fagy, de sohasem havazik.
Panama partjait nem érik el a hurrikánok. Ez nagy előny más trópusi turistacélpontokkal szemben. A levegő páratartalma magas (néha eléri a 70%-ot), mely a tengeráramlatoknak köszönhető. Turisztikailag a száraz évszak a fontosabb.

### Növény- és állatvilága
Panama felszínét többségében trópusi esőerdő borította eredetileg, melyet néhol bozótos és füves növényzet szakított meg. A Kordillerák 1500 méternél magasabb hegységeiben örökzöld erdők találhatók. Ennél a magasságnál a leggyakrabban előforduló fafajták a tölgy és az éger. A hegyláncok lábától egészen az Atlanti-óceán partjáig szubtropikus örökzöld erdő található. A tengerpart peremvidékét, 600 méteres tengerszint feletti magasságban szintén trópusi erdő borítja. Az ország keleti részén elhelyezkedő Darién tartomány ugyancsak említésre méltó régió, ugyanis az amerikai trópusok legváltozatosabb ökoszisztémájával rendelkező erdőség, mely a világörökség részét is képezi. Érintetlen trópusi esőerdő, mely egyfajta átmenetet képez a jellegzetesen trópusi és hegyvidéki területek között. Ezen felül számos veszélyeztetett és kihalófélben lévő állatfajnak ad otthont.
Az 1940-es évek óta felére csökkent az erdők területe. A mértéktelen erdőirtás felbecsülhetetlen károkat okoz az ökoszisztémában és ezáltal a turizmusnak is. Az ismétlődő áradások súlyos problémát jelentenek a vidéki településeken. Ironikus, hogy ma már az esőerdő turisztikai értéke éppen ritkaságában rejlik.

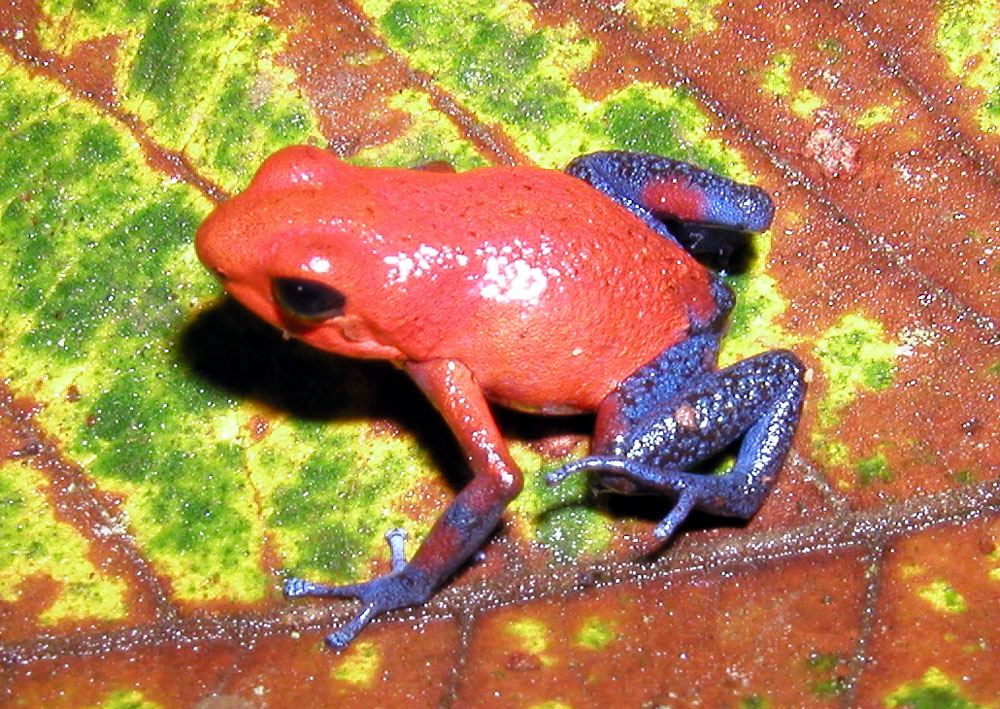
Eperbéka
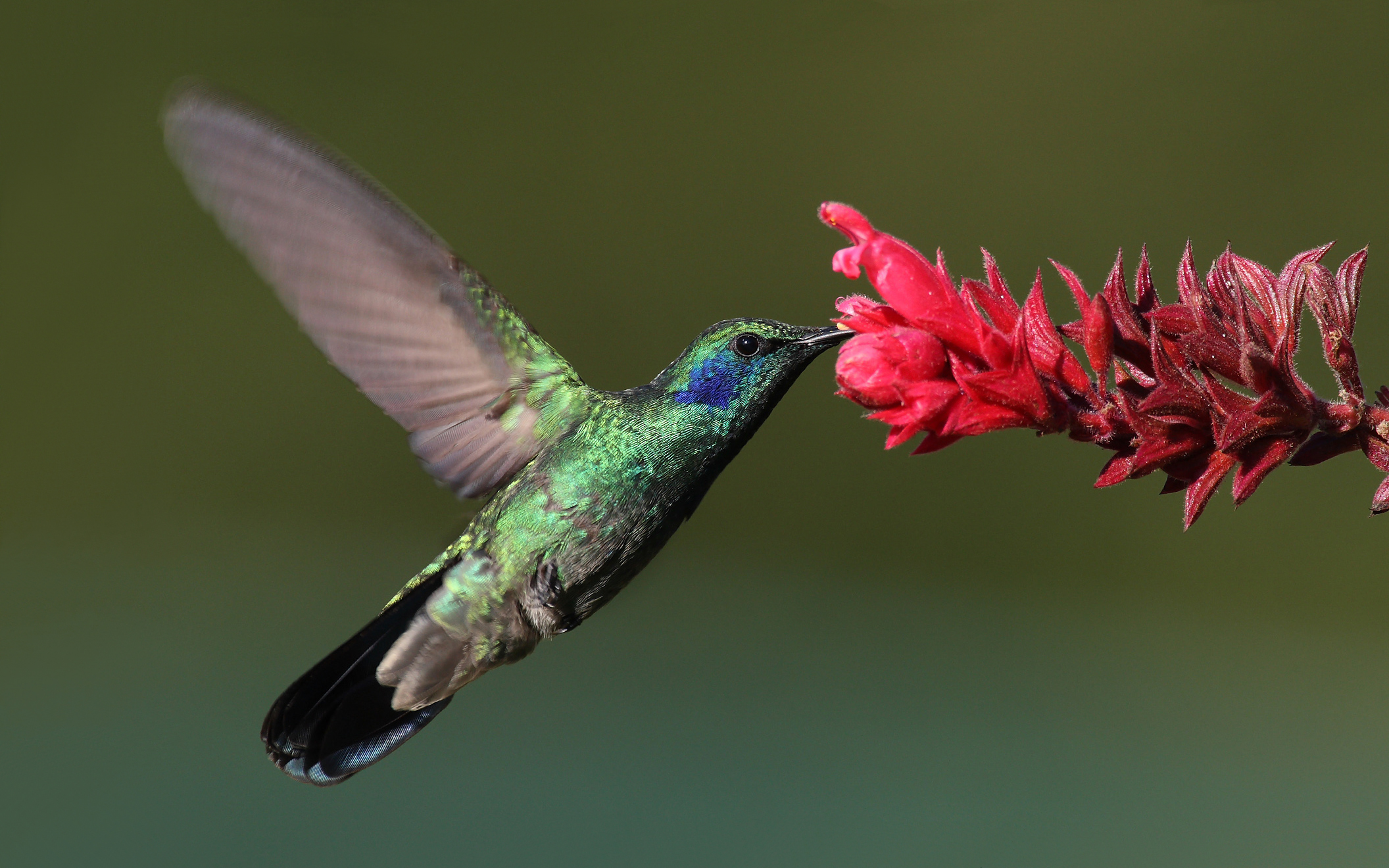
Kolibrifélék
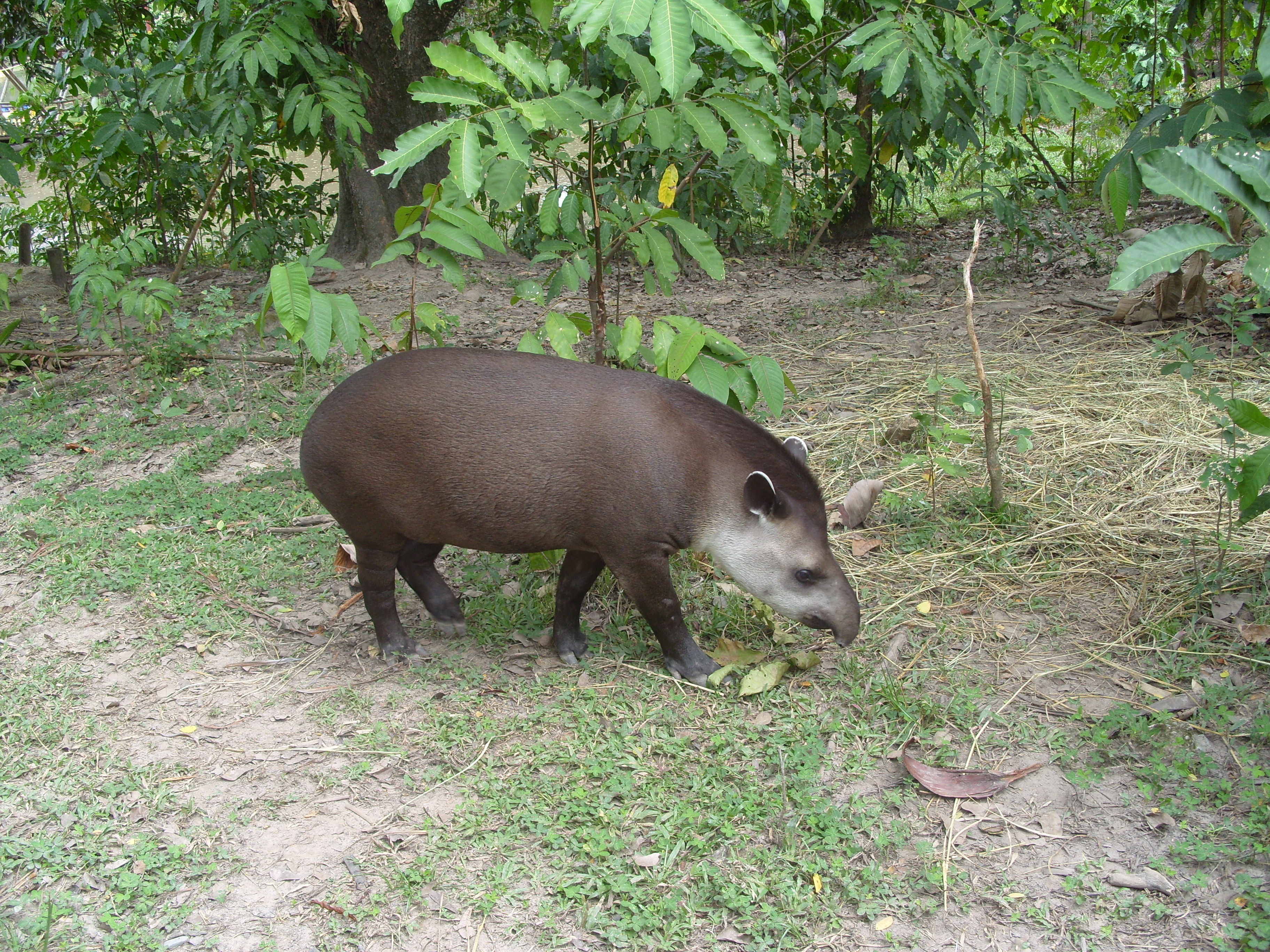
Közép-amerikai tapír
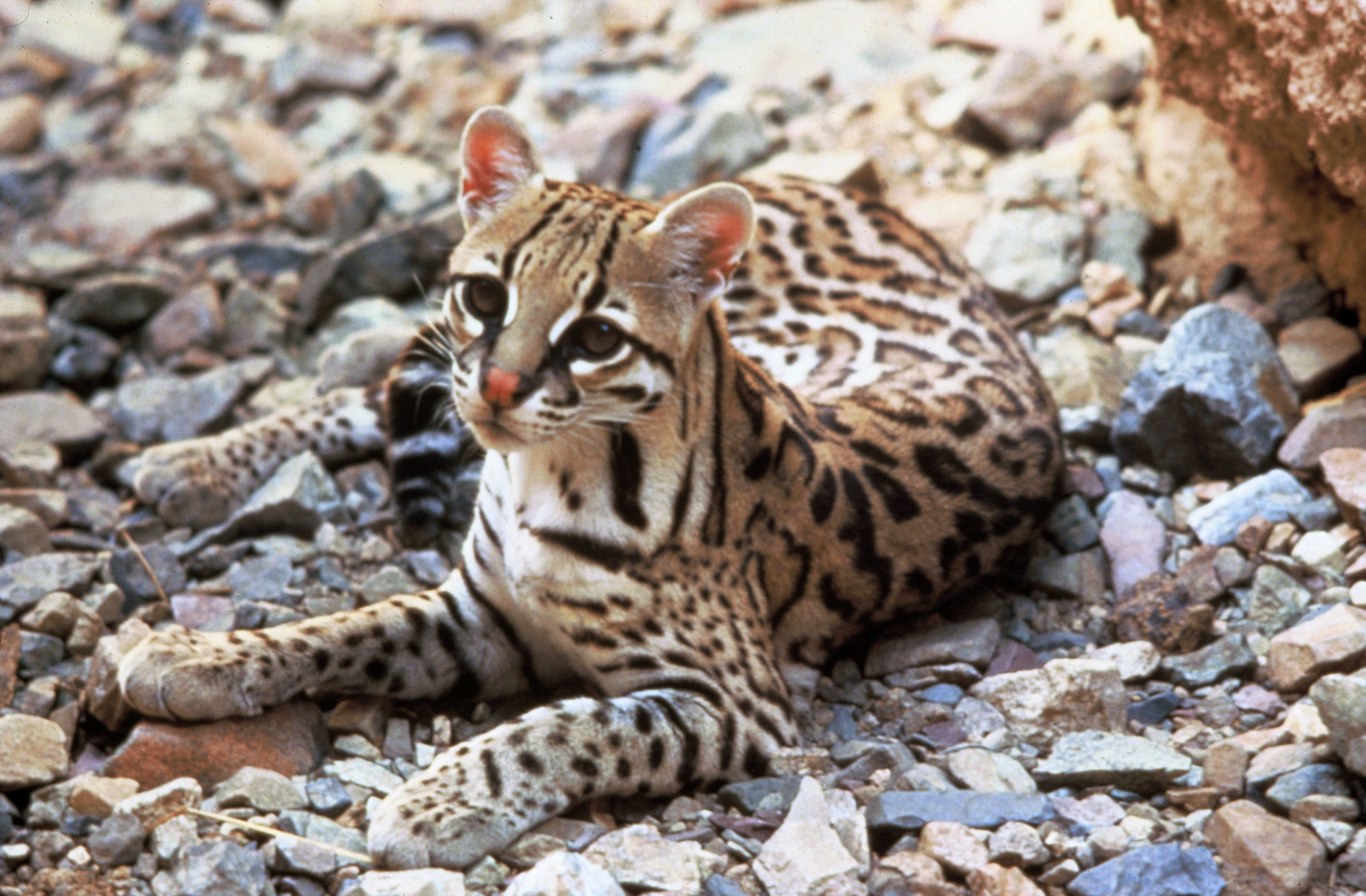
Ocelot
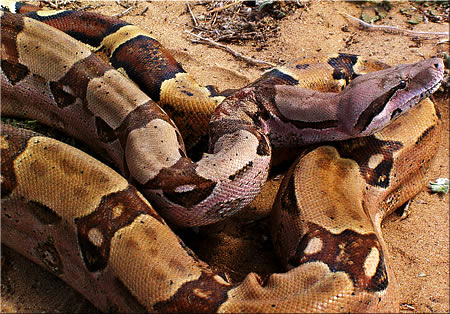
Közönséges óriáskígyó
Jaguár
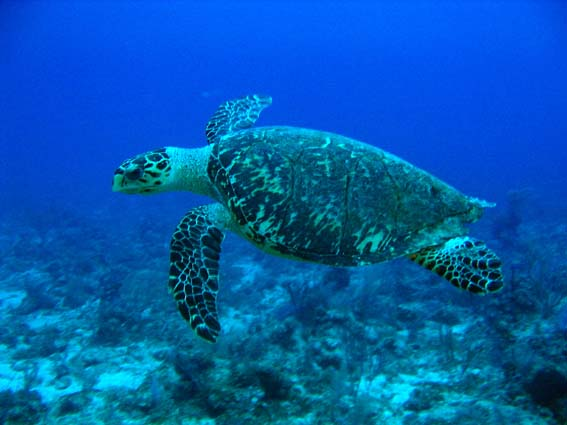
Közönséges cserepesteknős

#### Nemzeti parkok

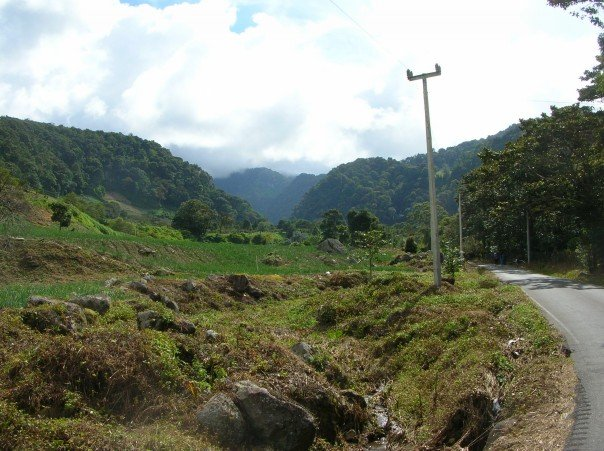
Tájkép a Volcán Barú Nemzeti Parkban

Panamában a következő nemzeti parkok találhatók:
- Altos de Campana Nemzeti Park: közel fekszik a fővároshoz és a Csatornához, könnyen látogatható és tanulmányozható mocsárvilág.
- La Amistad Nemzeti Park: hegyvidéke Costa Ricával közösen védett terület. Világörökség.
- Isla Bastimentos Nemzeti Park.
- Cerro Hoya Nemzeti Park: vidéke sűrűn lakott, sok veszélyeztetett faj él erre.
- Coiba Nemzeti Park: Panama legnagyobb szigete, börtön. Élővilága értékes. Természeti világörökség.
- Chagres Nemzeti Park: fő funkciója a Panama-csatorna üzemeléséhez szükséges vízgyűjtő védelme.
- Darién Nemzeti Park: Panama legnagyobb nemzeti parkja, világörökség, bioszféra-rezervátum.
- El Cope Nemzeti Park: területét egy súlyos vihar kárai után nyilvánították védetté.
- Camino de Cruces Nemzeti Park: a spanyolok által a földszoroson keresztül megnyitott út környéke.
- Portobelo Nemzeti Park: kikötő a gyarmatosítás korai szakaszából. Kulturális világörökség.
- Sarigua Nemzeti Park: a csapadék meghaladja ugyan az évi 1000 mm-t, mégis sivatagi jellegű a táj.
- Soberanía Nemzeti Park: turistalátványosság Panamaváros közelében.
- Volcán Barú Nemzeti Park: az ország legmagasabb hegyének környéke.

#### Természeti világörökségek
Az UNESCO a következő panamai tájakat ismeri el természeti világörökségnek: Darién Nemzeti Park, Talamanca Természetvédelmi Terület–La Amistad Nemzeti Park (Costa Ricával közös), Coiba Nemzeti Park és annak különleges tengeri övezete.

#### Ökoturizmus a védett területeken
Panama ökoszisztémái a világon a legérdekesebbek és legfontosabbak közé tartoznak. Az a változatosság, amely a növény- és állatvilágot jellemzi, számos dologgal magyarázható. Ezek közül a legfontosabbak a földtörténeti kialakulás és az előnyös földrajzi elhelyezkedés, nevezetesen, hogy a földszoros egyfajta összekötő hídként a kontinens északi és déli féltekéjét összekapcsolja. A keskeny földsáv lehetővé tette az elszigetelődött állat- és növényfajok északról délre történő vándorlását, mely 3 millió év alatt a kontinens teljes benépesüléséhez és egyedül a földszoros régiójában 12 sajátságos élettér kialakulásához vezetett. Az ország topográfiája rendkívül összetett: a lánchegységektől kezdve (Talamanca-hegység) a szavannás sík területekig (csendes-óceáni partvidék) mindenfajta felszíni forma megtalálható.
A növényvilágot tekintve 9000 fajt regisztráltak, melyből közel 1000 faj endemikus. Nagy számban fordulnak elő mangrove fák, melyek értékes alapanyagként szolgálnak nemcsak a faipar számára, hanem a helyi közösségek önellátásának is elemi részét képezik. A gazdasági felhasználáson kívül – ami többnyire elvesz a természettől – léteznek másfajta alternatívák is, melyek a biológiai változatosság kihasználásán kívül fenntarthatóságot is kínálnak. Ez pedig az ökoturizmus kialakulása a védett területeken.
A térségben előforduló számos pozitív példa ellenére az emberi beavatkozás káros hatásai túlsúlyban vannak. Olyan szinten, hogy azok a növényfajok, melyek azelőtt sűrűn előfordultak, mára már a kihalás szélén állnak, és láncreakcióban az állatfajok pusztulásához is vezetnek. Nem lehet elhanyagolni azt a tényt, hogy e globális szintű káros folyamatokért részben a turizmus is felel. Az olyan fejlődő országokban, ahol a turizmus a legnagyobb bevételi forrás, az állami és főleg a magánszektor hajlamos a gazdasági érdekeket előnyben részesíteni a természeti környezet kárára.
Gráfik Imre Az ökoturizmus a turizmuson belül című írásában felhívja a figyelmet arra, hogy vigyázni kell a természet (esetünkben védett térségek) turisztikai hasznosításával. A szektor létét biztosító szolgáltatások, úgymint a szállítás, közlekedés, szállásnyújtás és „a turizmus nem ellenőrzött és a környezeti viszonyokkal nem összehangolt formái és módjai megbontják a természeti környezet harmóniáját” .
A megfelelően menedzselt ökoturizmusnak azonban van egy másik formája is, mégpedig a néprajzzal/antropológiával kapcsolatos. Panamában hét különböző kultúrájú indián törzs él, a természeti környezettel teljes harmóniában. Az idegenforgalmi termékeket értékesítő vállalatok felismerték ennek gazdasági jelentőségét, és sorra szervezik az autentikus közösségeket látogató túrákat. Félő, hogy ezek a törzsek a tömegturizmus következtében elveszítik egyedi jellegzetességeiket, rosszabb esetben a látogató komfortérzését célzó „átalakuláson” mennek keresztül. A piaci résztvevőknek tevékenységeikben alkalmazniuk kell a fenntarthatóság alapgondolatát, miszerint fontos, hogy ne sérüljön a rezervátumok autentikus volta, a helyi közösségek bevonása megtörténjen, kapcsolatban legyenek a helyi szervezetekkel és vezetéssel, (ebben az esetben a törzsfőnökökkel) és ezzel együtt az üzleti szempontok is érvényesülni tudjanak.
1992-ben az ország aláírt egy, a biológiai diverzitás megőrzéséről szóló egyezményt (Ramsari egyezmény). A jelenleg 188 állam által elfogadott megállapodás a természet védelmén kívül a fenntarthatóság megteremtését is előirányozza, mely tevékenységek és projektek megvalósítását írja elő. Ezek az ország egész területére érvényes programok a különböző társadalmi rétegeknél integráltan működnek. Egy olyan ország, mely gazdasági fejlődését a turizmus fejlesztésében látja, nem teheti meg, hogy ne vegyen tudomást a természetre ható negatív hatásokról. Panama turisztikai kínálatának csaknem 80%-a természeti értékeivel kapcsolatos. Egyre több utazási iroda kínál ökoturisztikai csomagtúrákat, melyekre az igény egyre nő.

## Történelme

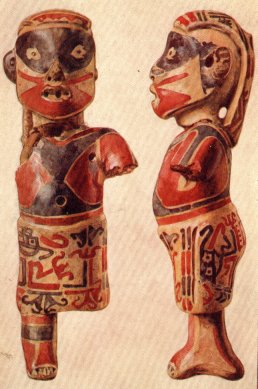
A Kolumbusz előtti kultúrák kerámiaszobrai

### Nevének eredete
A Panama név eredetéről több különböző elmélet létezik. A legelterjedtebbek szerint az őslakó indiánok nyelvén a szó jelentése „halbőség” vagy „lepkebőség” (vagy „halban/lepkében bővelkedő hely”), de az is lehet, hogy a panama fáról (Sterculia apetala) kapta a nevét, amely egyébként 1969 óta az ország nemzeti fája. Létezik olyan elképzelés is, amely szerint a guna indián nyelvű panna mai vagy panabá kifejezésből ered, amelynek jelentése „távolabb” vagy „nagyon messze”.

### Kolumbusz előtt
Régészeti feltárások bizonyítják, hogy az őslakosok körülbelül i. e. 11 000 és i. e. 1000 között népesítették be a közép-amerikai földszoros területét. Vitatott, hogy a spanyolok érkeztekor mennyi őslakos élt a mai Panamában. A becslések 200 000 és 2 000 000 között szórnak. A spanyolok számos kiskirályságot (úgynevezett: cacicazgos) találtak saját kormányzattal és hadsereggel. Ezek élén egy papokból álló elit állt. Társadalmuk nemesekre, katonákra, közrendűekre és rabszolgákra oszlott.

### Panama aranykora
1502-ben Kolumbusz Kristóf negyedik útján a mai Venezuelától északra hajózott, majd Kuba és Jamaica partjaitól délre hajózott végig a közép-amerikai földszoros felé, majd az ottani partok mentén haladt délre. Ekkor fedezte fel mai Panama nyugati területeit. Már előzőleg, 1501-ben Rodrigo de Batisdas sevillai hivatalnok, aki Kolumbusz Kristóf második útjának résztvevője volt, egy másik expedíciót indított a spanyol korona beleegyezésével 1501-ben. Ő volt az első európai, aki a földszoros szárazföldjére lépett és felfedezte a keleti területeket, ahol őslakos indiánokkal találkozott. A spanyolok érkeztekor négy nagyobb indián nép – a csibcsák, a csokoák, a kunák és a kuvák – élt a mai Panamában.

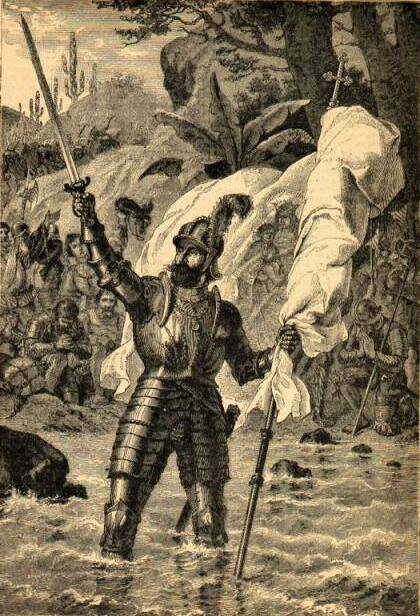
Vasco Núñez de Balboa

Kolumbusz a spanyol királynőtől kapott utasításait követve arany után kutatott a földszoros Atlanti-óceán partjánál. Ennek biztonsága érdekében béketárgyalásokat folytatott az indián törzsfőkkel. A béke azonban nem tartott sokáig, összetűzések alakulnak ki a gyarmatosítók és az őslakosok között. Közben Kolumbusz megalapította az első telepet az Újvilágban, élére bátyját nevezte ki.
Rodrigo de Bastidas expedíciójával érkezett a nemesi származású Vasco Núñez de Balboa. 1513-ban felfedezte a Csendes-óceánhoz vezető utat. Ez a spanyol korona számára nagyon fontos felfedezés volt, hiszen ezzel megnyílt az út Dél-Amerika nyugati partjára, az ott zsákmányolt aranyat a földszoroson keresztül lehetett az anyaországba szállítani. Panama őserdein keresztül utat is vágtak maguknak, amely a Camino de Cruces nevet kapta. Maradványai ma is láthatók. Ettől kezdve a földszoros kereskedelmi csomópontként szolgált, melynek szerepe volt a spanyol birodalom gazdasági virágzásában. Ez volt Panama aranykora. Beárnyékolta ezt az időt az indián törzsek pusztítása. Például eredetileg a kuva indiánok voltak legtöbben a földszoroson. A gyarmatosítók az utolsó szálig kiirtották őket.

### Spanyol, majd kolumbiai uralom

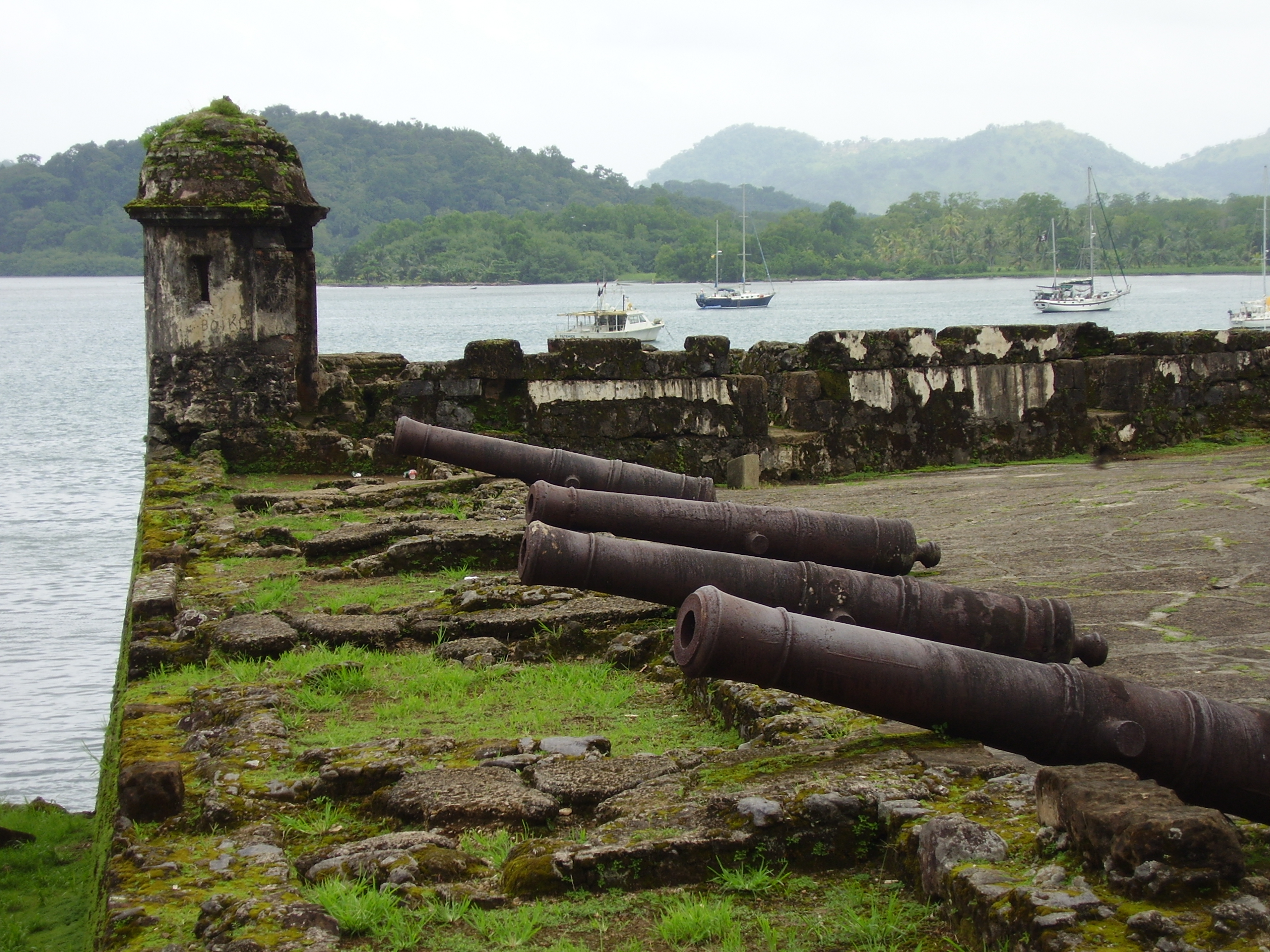
A Karib-tenger partján fekvő portobelói erőd romja

Panama majd 300 évig (1538-1821) a spanyol birodalom része volt, de jelentősége már a 17. század végén csökkent. A spanyol monarchia ereje fogyatkozott, befolyása a gyarmatokon fokozatosan csökkent. A panamai földszoroson keresztül a szállítás gyorsabb volt, mint Amerika megkerülésével, ugyanakkor drágább is és sok munkaerőt igényelt. Panama az Atlanti-óceán felől könnyen sebezhető volt, kitéve a kalóztámadásoknak. Ezek közül a legjelentősebb Francis Drake 1573-as akciója, amikor átkelve a földszoroson a Csendes-óceán partján lévő spanyol gyarmatokat támadta meg. 1666-ban pedig a híres angol kalóz, „őfelsége kalóza”, Henry Morgan kifosztotta és felgyújtotta Panamavárost.
Az 1821-es év Panamán kívül Közép- és Dél-Amerika spanyol gyarmatainak is elhozta függetlenségét. Panama akkoriban Ecuadorral, Peruval, Bolíviával és Venezuelával együtt Új-Granada alkirályság része volt. Nagy-Kolumbia „Gran-Colombia” néven együtt lettek függetlenek. A földszoros irányításával megbízott José Domingo Espinar tábornok fellázadt a központi kormányzat ellen, ezért Panama, ha kis időre is, de elvált Nagy-Kolumbiától. A helyi vezetés később Simón Bolívart kérte fel, hogy vegye át a földszoros irányítását. Bolívar az újbóli csatlakozást tanácsolta Kolumbiához. Nagy-Kolumbia belharcok következtében szétesett, de Panama 1831-ben külső nyomásra újból csatlakozott megkisebbedett Kolumbiához. Venezuela és Kolumbia függetlenedése Nagy-Kolumbiából példát mutatott Panamának is. Vártak az alkalomra, amely az 1840-es polgárháborúval jött el. Panama ekkor megint független lett, de csak egy évig.

### Vasút, majd hajózó csatorna a földszoroson át
A politikai bizonytalanság légkörében az Amerikai Egyesült Államok és Franciaország a Csendes- és az Atlanti-óceán közötti utazás meggyorsítása céljából vasutat, illetve hajózó csatornát szeretett volna építeni valahol Közép-Amerikában. 1846-ban az USA szerződést írt alá Kolumbiával. Jogot kapott egy transzkontinentális vasút megépítésére panamai területen. Ezen kívül a szerződés arra is feljogosította Amerikát, hogy fegyveresen beavatkozhat egy esetleges függetlenségi felkelés esetén, a felkelés leverése céljából. Ez a szerződés felháborította a panamaiakat, és súlyos konfliktusokhoz vezetett. Ezek egyike volt 1856-ban a „dinnyeárusok háborúja”. Az amerikaiak leverték a felkelést. Közben 1855-ben megépült az Újvilág első interkontinentális vasútvonala, mely Panamavárostól Colón városába vezetett. E vasútnak rendkívüli szerepe volt a kaliforniai aranyláz idején: a Kaliforniában kitermelt aranyat a földszoroson keresztülhaladó vasutat felhasználva szállították az Egyesült Államok keleti partjára.
A kolumbiai kormány koncessziót adott a francia Ferdinand de Lesseps diplomatának a hajózócsatorna építésére a panamai földszoroson át. Lesseps részt vett a Szuezi-csatorna építésében is. Panamában a két óceán közötti távolság nem több mint 70 km. Ebből 30 km a Karib-tengerbe ömlő Chagres-folyó. A francia terv szerint a 30 km-es szakaszt kimélyítették nagyméretű hajók számára. A fennmaradó részen egy mesterséges csatornát terveztek. A terv hasonlított a Szuezi-csatorna tervére. Problémát okozott a két ország teljesen eltérő domborzata. A Szuezi-csatornát sík, sivatagos terepen építették, Panamában viszont trópusi erdővel fedett dombvidéken kellett átjutnia a csatornának. A francia vállalkozás hatalmas pénzeket emésztett fel és 1889-re teljesen kudarcba fulladt. A kudarcban szerepe volt a nagyarányú sikkasztásoknak is („panamázás”). Amíg az építkezés folyt, több mint 22 ezer munkás halt meg sárgalázban vagy maláriában.

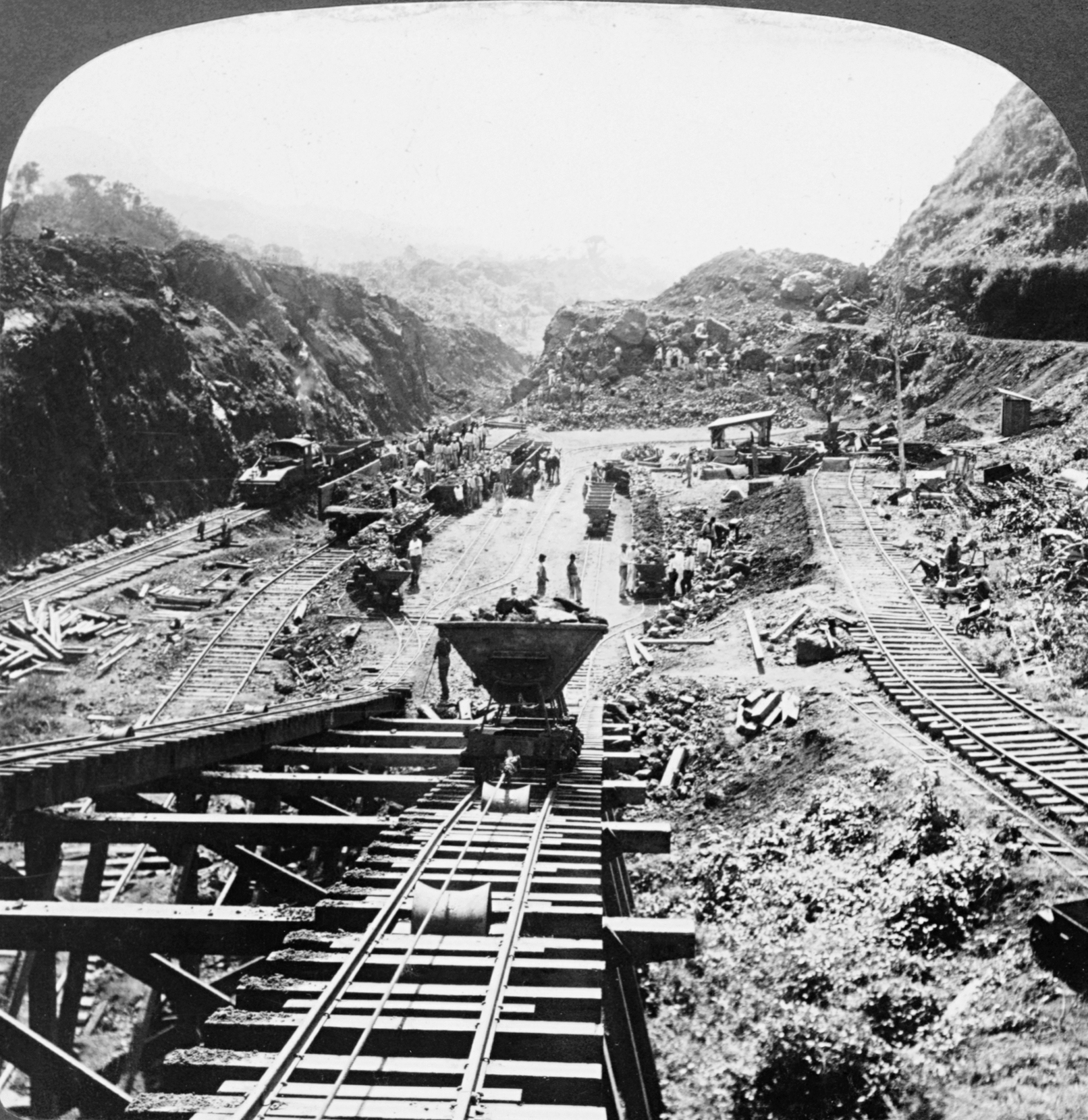
A Panama-csatorna építése (1907)

Lesseps után egyik mérnöke, Bunau Varilla szerezte meg a koncessziót. Az építkezés folytatásához pénz kellett, azonban ekkora befektetéshez egyedül az USA-nak volt fedezete. Az amerikaiakat már régóta foglalkoztatta egy közép-amerikai csatorna terve, és Nicaragua mellett Panama jött számításba. A kolumbiai kormány visszautasította az amerikai beruházást. Ekkor az Egyesült Államok szövetségest váltott. A panamai nép még mindig küzdött függetlenségéért, olyan vezetőkkel az élen, mint Victoriano Lorenzo és Belisario Porras, akik gerillaháborút folytattak a kolumbiaiak ellen. Az Egyesült Államok a függetlenségükért harcoló panamaiak mellé állt, és rávette a nagy befolyással bíró földbirtokos családokat a Kolumbiától való elszakadásra. Panama 1903. november 3-án kikiáltotta függetlenségét, amit az Amerikai Egyesült Államok gyorsan elismert, és flottája megakadályozta Kolumbia katonai beavatkozását. Bunau Varilla ekkor már Panama nagykövete volt az Egyesült Államokban, és 15 nap múlva tető alá hozták az első csatornaszerződést, amely sokkal bővebb jogokat adott az USA-nak, mint az a terv, amit a kolumbiai kormány visszautasított.
Ettől kezdve az Amerikai Egyesült Államok igazgatott a csatorna mentén egy 10 km széles és 80 km hosszú sávot. Habár a szerződés szerint ezt az övezetet az Államok bérelte, joga volt katonai erővel is fellépni, ha érdekei sérülnek. Ezután a francia kudarcból okulva folytatták a Panama-csatorna építését. Lemondtak a tengerszinten vezetett csatorna tervéről, a 27 méteres szintkülönbséget hajók átemelésére alkalmas zsiliprendszerrel hidaltak át. A munkások halálát okozó sárgaláznak és maláriának nagy mennyiségű rovarirtó felhasználásával és szúnyogháló használatával sikerült véget vetni. Az első hajó 1914. augusztus 15-én haladt át a csatornán, egy évvel a tervezett határidő előtt.

### Az Amerikai Egyesült Államok érdekszférája

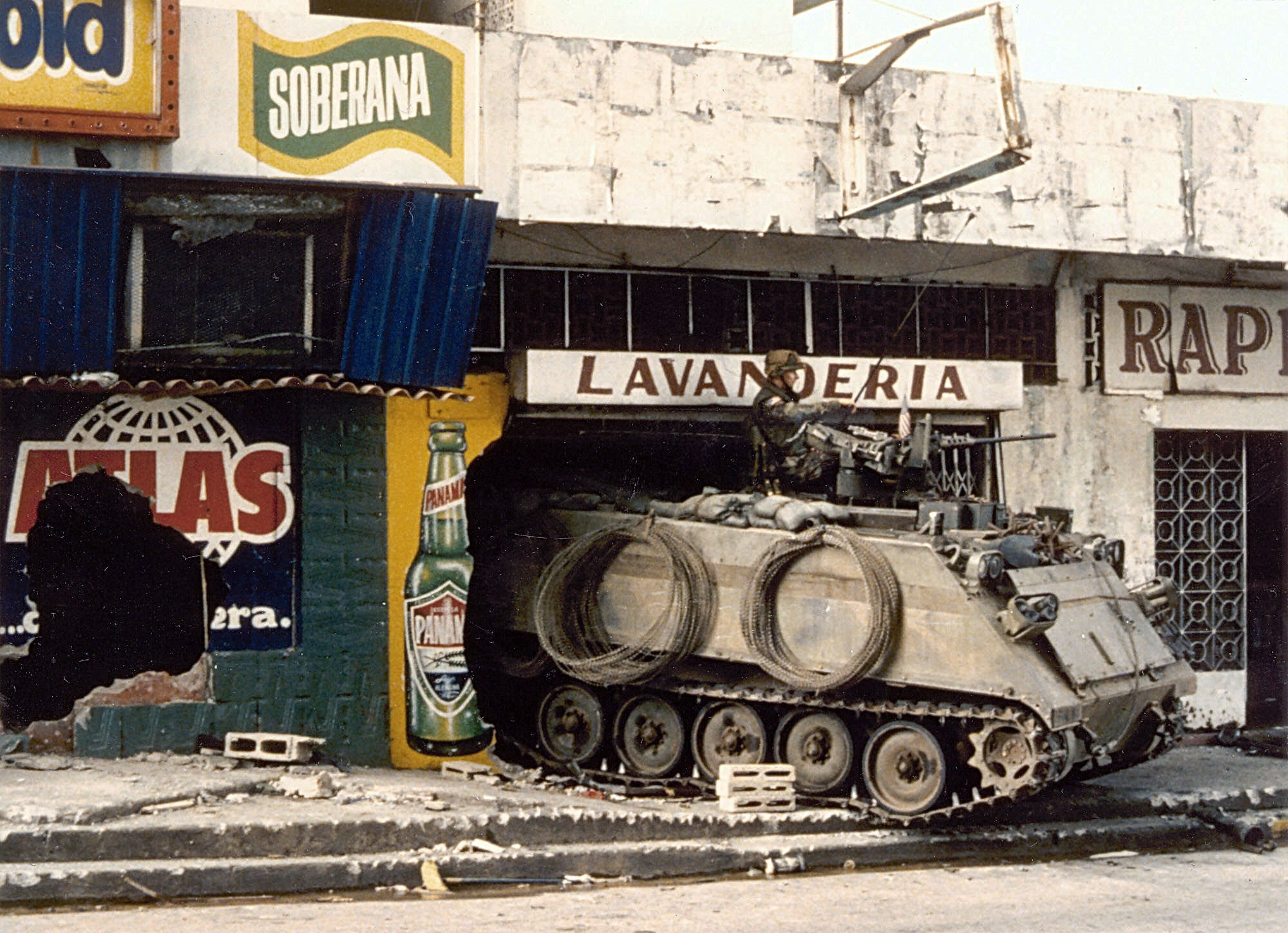
Az „Igaz ügy” hadműveletben az amerikai hadsereg egy M113-as harcjárműve bevetésen

Panama független, alkotmányos állam volt, vezetői viszont időnként a hatalom kisajátítására törekedtek. Az ötvenes években kétszer egymás után elnökké választott Arnulfo Arias Madrid elnököt a panamai hadsereg puccsal megbuktatta. Katonai junta vette át a kormányzást, élén Omar Torrijos tábornokkal. (Martín Torrijos panamai elnök apja). Torrijos rezsimje elnyomó és korrupt volt, azonban populista törvényei és nacionalizmusa népszerűvé tette őt a panamai köznép körében. Népszerűsége tovább nőtt, amikor 1977-ben szerződést írt alá az Amerikai Egyesült Államokkal: 1999 utolsó napján Panama visszakapja a Csatornaövezetet, az amerikai katonák pedig addigra kivonulnak.
1981-ben Torrijos meghalt, s egy Noriega nevű tiszt nevezte ki magát elnöknek. A következő választáskor Noriega jelöltje nyert, de túl önállónak bizonyult, ezért Noriega menesztette. Idővel fény derült Noriega és a kolumbiai drogkartellek közötti együttműködésre, pénzmosásban és a drog szállításában való részvételére. Az Amerikai Egyesült Államok kezdetben erre gazdasági megszorító intézkedésekkel reagált. 1989 májusában újra választásokat tartottak, és Noriega jelöltje vesztett. Ekkor a választást meg nem történtnek nyilvánította, és ismét kinevezte magát államfőnek. Válaszul az Egyesült Államok hadat üzent. Az ötnapos úgynevezett „Igaz ügy” hadműveletben a panamai milíciák kivéreztek. Noriega a vatikáni követségre menekült, majd 13 napig tartó „önkéntes száműzetés után” megadta magát. 40 éves börtönbüntetésének letöltését az USA-ban kezdte, majd 2017-ben, házi őrizetben halt meg.
Az amerikaiak újból a korábban demokratikus módon megválasztott jelöltet ültették az elnöki székbe. Azóta Panama demokratikus berendezkedésű állam. 1999-ben Mireya Moscoso nyerte a választásokat, ő Latin-Amerika történelmének második női elnöke. Utána Martin Torrijos szociális reformok programjával nyerte meg a választásokat 2004-ben.

## Politika és közigazgatás

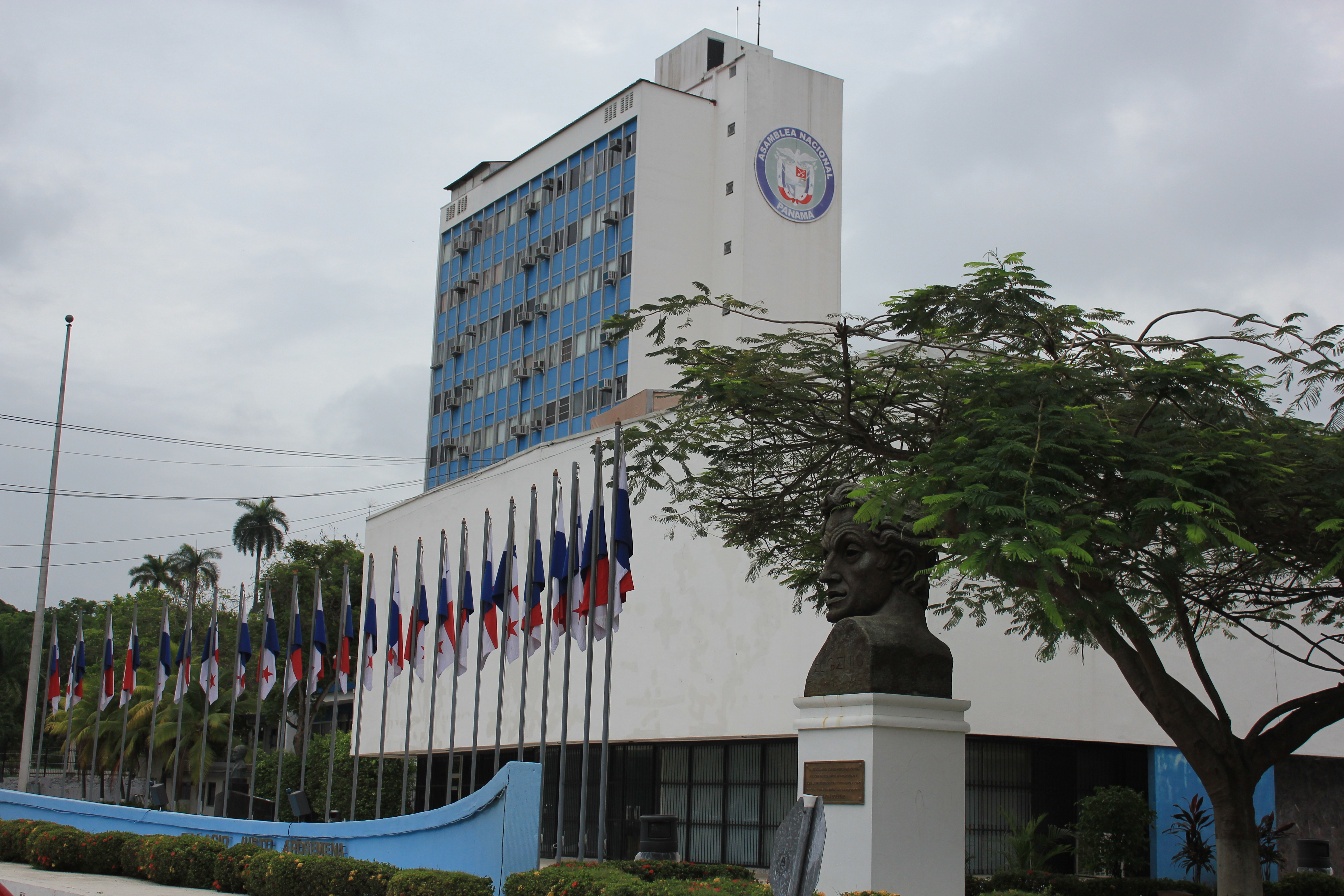
A nemzetgyűlés (parlament) épülete

### Államforma
Panama elnöki rendszerű köztársaság.
Panama elnöke állam- és kormányfő is. Az elnököt és az alelnököt szavazással választják meg, öt évre, közvetlen népszavazással. Az elnökök nem indulhatnak azonnal az újraválasztáson, de öt év várakozás után újra indulhatnak.
A végrehajtó hatalmat a kormány gyakorolja. A törvényhozó hatalom egy egykamarás Nemzetgyűlésből (Asamblea Nacional) áll, amely 71 tagból tevődik össze, akiket öt évre választanak meg egy- és többmandátumos választókerületekből.

### Jogállamiság
A hatalmi ágak szétválasztását a panamai alkotmány az V., VI. és VII. cikkében írja le. A gyakorlatban azonban a végrehajtó hatalom jelentős hatáskörrel rendelkezik a törvényhozó és az igazságszolgáltatás felett.
A végrehajtó és a törvényhozó hatalom közötti fékek és ellensúlyok képessége az elnök pártjának kongresszusi súlyától is függ, amint azt a kormány megosztottsága idején (2017-2019) is bebizonyította. A 2019-es választásokon Cortizo elnök koalíciója a 71 képviselői helyből 35-öt szerzett a közgyűlésben, de a koalíció frakciókra szakadása miatt súrlódások vannak a végrehajtó hatalommal. Az elnök például több törvényjavaslatot is megvétózott, köztük a kormánypárti képviselők kezdeményezéseit is. Feltételezik, hogy ezeket az ellentmondásokat „feloldhatják” a parlamenti képviselőknek tett engedmények, például kormányzati kinevezések és szerződések útján, vagy a parlamenti képviselők családtagjainak vagy más hozzátartozóinak a kormányzati bürokráciába vagy a külszolgálatba történő kinevezésével.
Panama igazságszolgáltatása köztudottan korrupt, és a végrehajtó hatalomnak és más fontos hatalom birtokosainak, köztük pártvezetőknek, befolyásos ügyvédeknek és nagyvállalatoknak van kitéve. A bírók minden szinten gyengén képzettek. Általában figyelmen kívül hagyják vagy nem ismerik a nemzetközi normákat és a nemzetközi jog alapvető fejleményeit (különösen az emberi jogi kérdésekben).
A polgári jogokat az alkotmány elismeri, de nem tartják tiszteletben és nem védik megfelelően, főként a nem hatékony igazságszolgáltatás miatt.
A törvényt megszegő tisztviselők ellen, – függetlenül attól, hogy a kormányzat milyen szintjén dolgoznak, – ritkán indítanak büntetőeljárást, kivéve ritka eseteket, például politikai bosszú miatt. Ez főleg a katonai diktatúra idejére nyúlik vissza, amikor az igazságszolgáltatás a nemzetőrségnek volt alárendelve. A társadalombiztosítási hivatal ellen elkövetett hatalmas, 100 millió dolláros csalást, amelyben 1982 és 1983 között a kormány és a kormánypárt (PRD) kulcsfigurái vettek részt, soha nem sikerült tisztázni, még a demokratikus időszakban sem.
Az alkotmányos rendelkezések ellenére a 2020-as évek elején továbbra is aggodalomra ad okot az afro-panamaiak, az őslakosok, a nők és az LMBTQ+ közösség elleni de facto megkülönböztetés; ez utóbbiakat különösen érintette a nemi alapú szabályozás, amely öt hónapig volt érvényben a 2020-as pandémia zárlata idején. Egy másik probléma a rendőri visszaélések a biztonsági műveletek során, amelyek a legtöbb esetben csekély vagy semmilyen jogorvoslattal nem járnak. A biztonsági erők nyomozói egységei nem függetlenek és nem működőképesek, és az igazságszolgáltatáshoz való hozzáférés ezekben és más esetekben is nem hatékony. A civil társadalom és a média képviselői többször is bírálják azt a „hatalomkoncentrációt”, amelyet az állam biztosított a rendőrségnek, amelyben elnyomó magatartási mintát alakítottak ki.

### Politikai pártok
Panamában többpártrendszer működik. Az országban a 2020-as évek elején három főbb párt áll fenn, melyek együttműködnek és koalíciós kormányt alkotnak.
A 30 ezres tagszámot el nem érő pártokat a választási bíroság nem ismeri el és nem vehetnek részt az általános választásokon.
A következő táblázatban a parlamenti pártok láthatók (2021).

| Név                                         | Rövidítés | Ideológia                  | Országgyűlésben foglalt helyek |                           |
| ------------------------------------------- | --------- | -------------------------- | ------------------------------ | ------------------------- |
| Partido Revolucionario Democrático          | PRD       | Szociáldemokrácia          | 35                             | PRD panama Party          |
| Cambio Democrático                          | CD        | Liberális konzervativizmus | 18                             | Cambio democratico flag   |
| Partido Panameñista                         | PP        | Nemzeti konzervativizmus   | 8                              | Flag of Panameñista Party |
| Movimiento Liberal Republicano Nacionalista | MOLIRENA  | Liberalizmus               | 5                              |                           |

### Közigazgatási beosztás
Panama tíz tartományból (provincia) és öt indián territóriumból (comarca indígena) áll. A tartományok élén az elnök által kijelölt kormányzók állnak, akik az egyes közigazgatási területeken a legfőbb hatalmi szervek. 

Panama közigazgatási felosztása

### Védelmi rendszer
1990 februárjában, pár hónappal az Amerikai Egyesült Államok panamai katonai inváziója után leszerelték Panama fegyveres erőit. Később 1994-ben egy alkotmánymódosítás során, teljesen eltörölték a katonaságot, ezen felül az alkotmány megtiltja bármilyen nemű fegyveres erő felállítását. Panama védelmét egy speciális rendőri alakulat látja el, ezenkívül nemzetőrséggel és haditengerészettel is rendelkezik.

## Népessége, lakossága

### Általános adatok
A 2017-ben az országban közel 4,1 millió fő él. A népességmegoszlási adatokat tekintve fiatal népességről van szó, melynek 30%-át a 0-tól 14 évesig terjedő korosztály teszi. A várható életkor kb. 72 év.
A népsűrűsége 2020-ban 58 fő/km², főleg a csendes-óceáni partvidék sűrűn lakott, miközben a karibi oldal szinte lakatlannak tekinthető.

### Népességének változása
| Lakosok száma | 860 000 | 1 136 090 | 1 308 835 | 1 732 389 | 2 200 915 | 2 486 776 | 3 054 812 | 3 678 128 | 3 960 035 | 4 570 133 |
|               | 1950    | 1960      | 1965      | 1975      | 1985      | 1990      | 2000      | 2010      | 2015      | 2025      |

### Etnikai összetétel
A spanyolok érkezése előtt több tucatnyi indián törzs élt Panamában, mostanra mindössze hét fő csoport maradt fenn: kuna, a guaymi, a bribri, teribe, az emberá, a wounaan és a bokotá. Minden egyes törzs megtartotta kultúráját és hagyományait. A guaymik vannak a legtöbben (125 000 fő) és a kunák rendelkeznek a legnagyobb politikai befolyással. Ezen kívül számos az ázsiai, és jelentős a Közel-Keletről és Európából származó diaszpóra.
| Panama etnikai összetétele (2005) |         |           |          |          |         |          |
| % Indián                          | % Fehér | % Mesztic | % Mulatt | % Fekete | % Zambo | % Ázsiai |
| 12,3                              | 11,0    | 38,0      | 24,0     | 9,2      | 12,0%   | 4,0      |

### Vallási összetétel
A lakosság kb. 95%-a keresztény. 2020-as felmérés alapján a népesség zöme katolikus (80%), kisebb része protestáns (10%), a maradék más keresztény, más vallású vagy vallástalan.

### Nyelvi megoszlás
A lakosság túlnyomó többségének anyanyelve a spanyol, melynek helyi változatát panamai spanyolnak nevezik. A legelterjedtebb második beszélt nyelv az angol, az őslakos népesség körében pedig általános a helyi nyelvek használata.

### Szociális rendszer
Harmadik világbeli ország. A hivatalos munkanélküliség 2017-ben kb. 6%, a szakképzett munkaerő hiánya magasnak mondható. 2016-ban a  népesség 22%-a szegénységi küszöb alatt él.

## Gazdasága

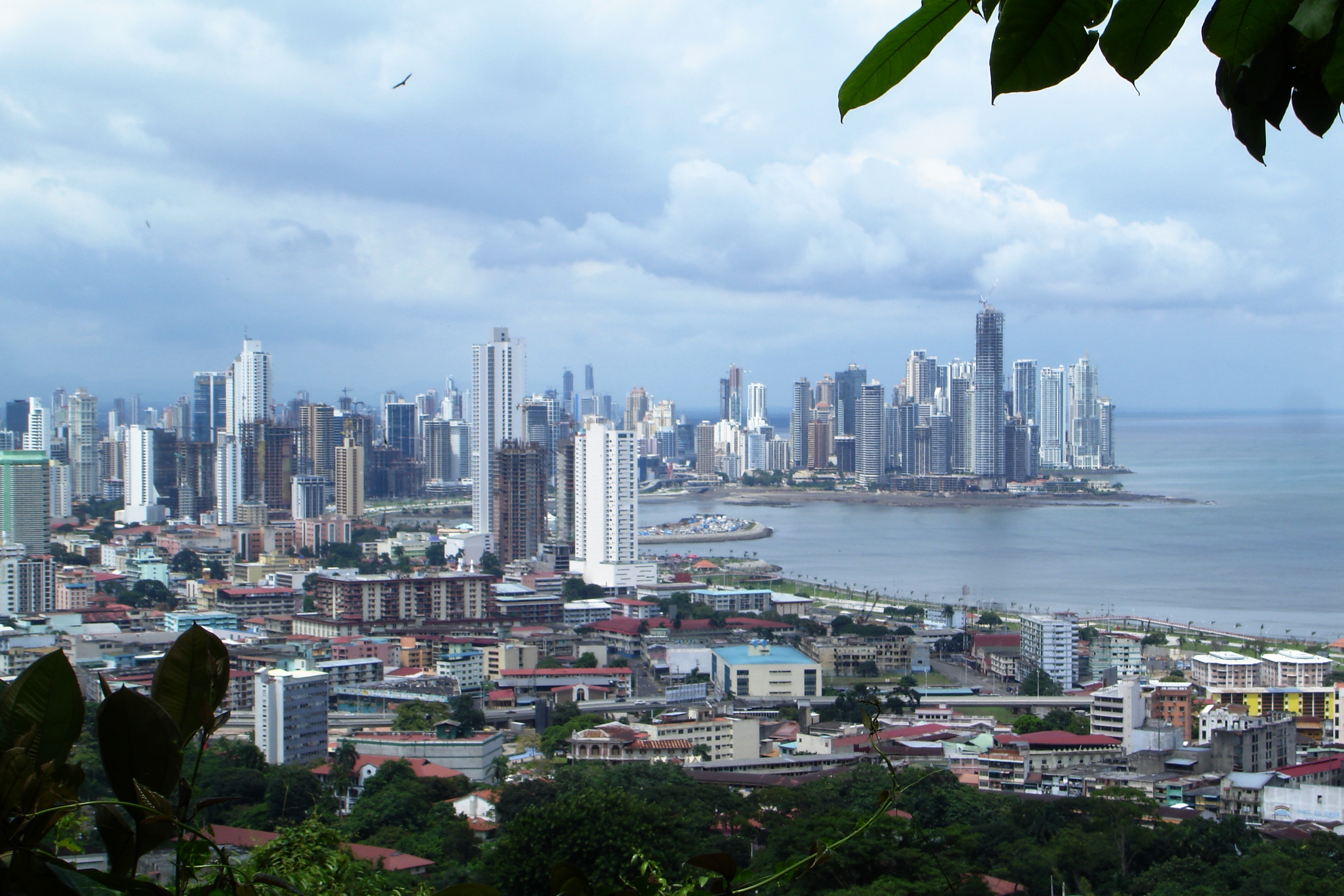
Panamaváros

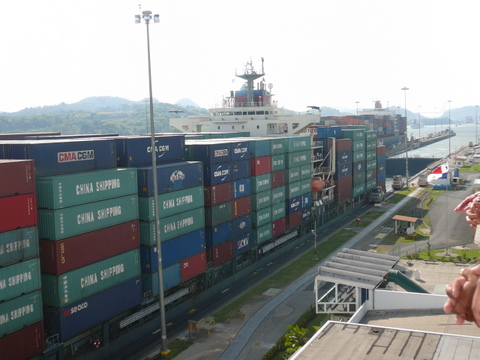
Konténerszállító hajó a Panama-csatornán

Az ország Latin-Amerika gazdaságilag egyik legfejlettebb állama, de gazdasága erősen függ a csatornától. A 2000-es évek elején jóval többet importál, mint amennyit exportál, s a különbség zömét pénzügyi szolgáltatások, az idegenforgalom és a csatorna számára nyújtott szolgáltatások és javak ellensúlyozzák. Gazdaságában kiemelkedően magas a szolgáltatási szektor részaránya: a GDP háromnegyede innen származik. Panamaváros felhőkarcolókkal tarkított központja a nemzetközi bankvilág közép-amerikai centruma, nagyvállalatok székhelye.

### Szektorai
- Mezőgazdaság, halászat

Elsődleges nyersanyagforrások: banán, rizs,cukornád, kávé, kukorica, továbbá a fa és a garnélarák. A mezőgazdaságból a banántermesztés emelkedik ki, amely a karibi partvidékre koncentrálódik és a fő exportterméket adja.
- Ipar

Főbb gazdasági ágak: kőolaj-finomítás, cementgyártás, faárugyártás, ruházati ipar
- Szolgáltatások

### Külkereskedelem
Főbb árucikkek:
- Exportcikkek a banán, a garnélarák, a cukor, kávé, kakaó és a ruházati termékek.
- Importcikkek: különböző felszerelések, élelmiszer, fogyasztói termékek, vegyszerek.

Főbb kereskedelmi partnerek 2017-ben:
- Export:  USA 18,9%,  Hollandia 16,6%, Kína 6,5%, Costa Rica 5,4%, India 5,1%, Vietnam 5%
- Import:  USA 24,4%,  Kína 9,8%, Mexikó 4,9%

### Életszínvonal
Az emberi fejlettségi indexen magas fejlettségű, a 22 latin-amerikai állam közül csak Chile, Argentína és Uruguay ért el magasabb pontszámot.
Panama azonban regionálisan hátrányosabb helyzetben van az egyéb mutatók tekintetében. Egy kormányjelentés szerint 2018-ban a panamai lakosság 19%-a élt szegénységben. A Világbank ugyanebben az évben 13%-ra becsülte a szegénységi szintet. A szélsőséges szegénység a lakosság 5,2%-át érintette; ez magasabb, mint Uruguayban, Chilében, a Dominikai Köztársaságban, Costa Ricában és Argentínában.
A panamai szegénységnek fontos etnikai és nemi vonatkozásai vannak. A bennszülött csoportok körében, amelyek Panama teljes lakosságának közel 12%-át teszik ki, a szegénységi szint nagyon magas volt. Az őslakos területeken a lakosság 86%-a volt szegény, 66%-a pedig rendkívül szegény.
A statisztikák a jövedelmek és a források elosztásában tapasztalható nagymértékű egyenlőtlenségre utalnak. Tizenöt latin-amerikai ország mutatott alacsonyabb Gini-indexet, mint Panama. Brazília, Honduras és Kolumbia után a negyedik legrosszabb jövedelemeloszlást érte el a régióban e mutató szerint.

### Panama-csatorna

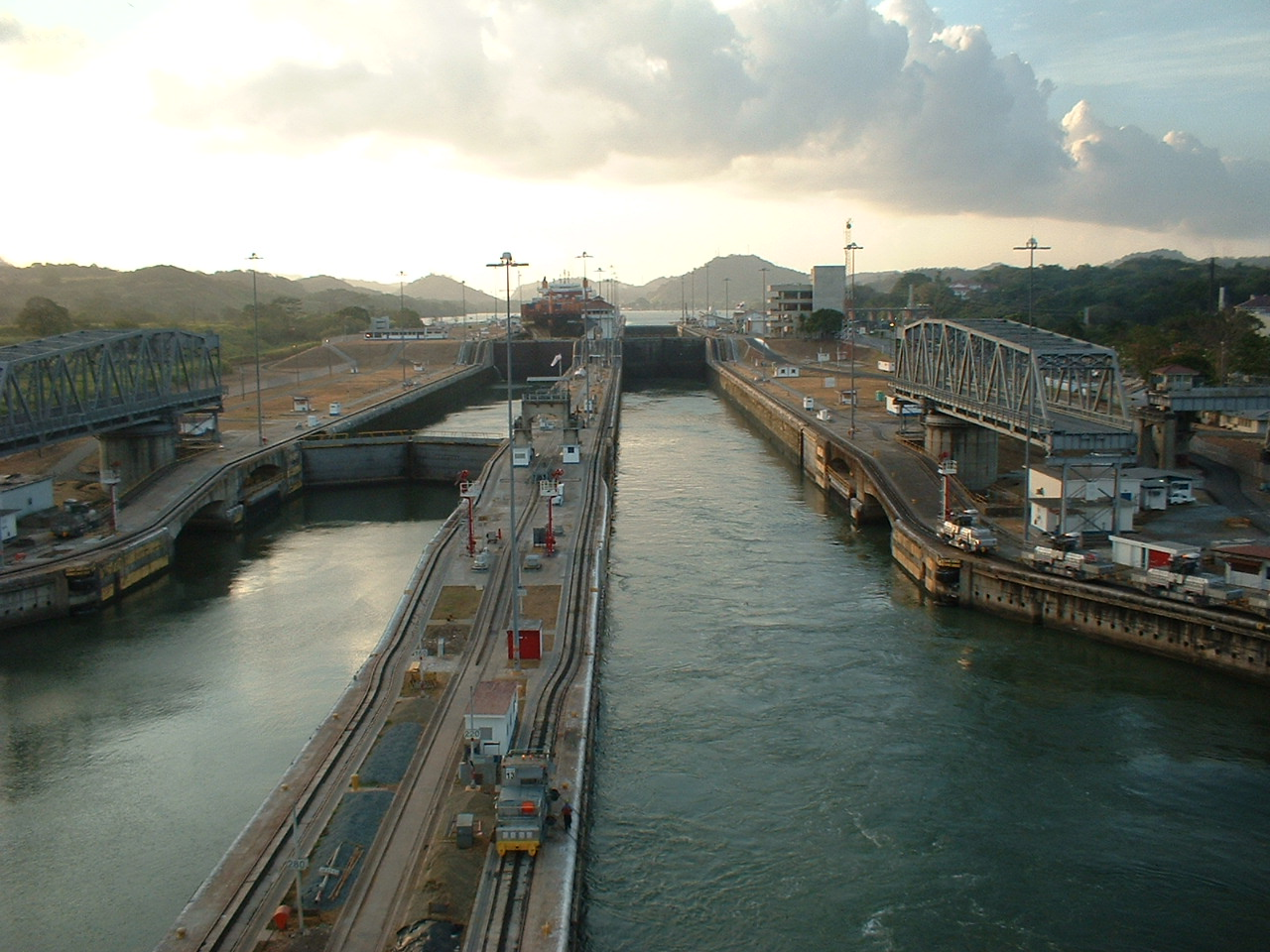
A Panama-csatorna zsiliprendszere

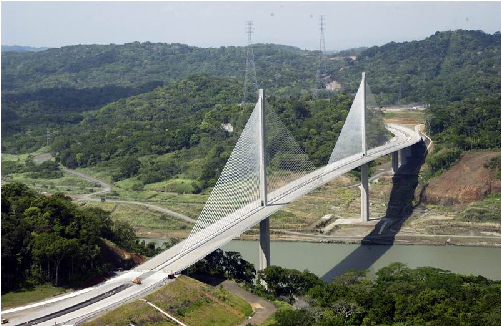
Híd a Panama-csatorna felett, Centennial Bridge

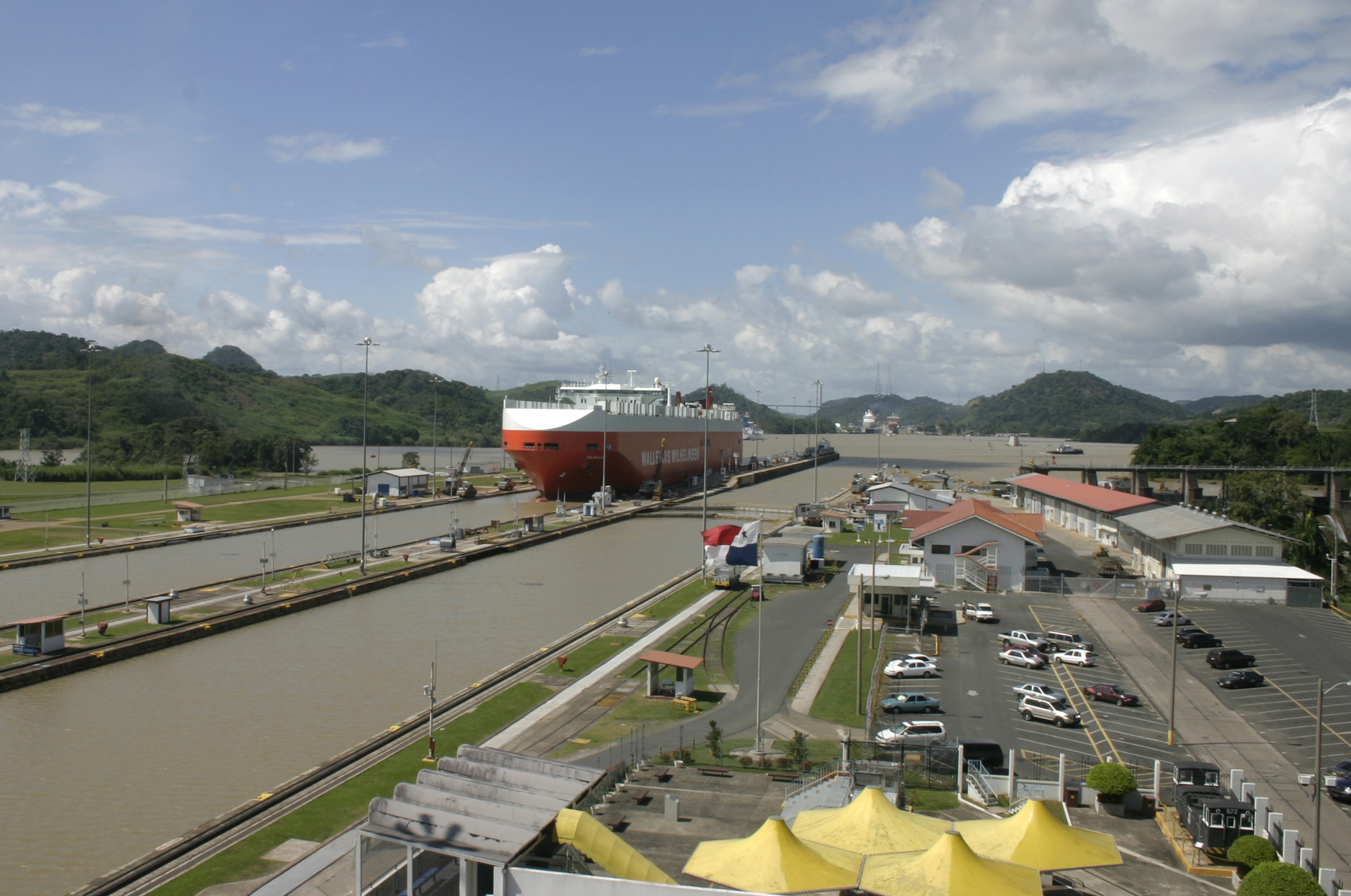
Hajó megy át a csatornán a Miraflores-tót elhagyva

Amilyen kicsi az ország, olyan nagy befolyással van a nemzetközi áruforgalomra. Minden évben közel 13 000 hajó kel át a Panama-csatornán az év 365 napján, 24 órában. A világkereskedelemben megjelenő áruk 10%-a a csatornán megy keresztül, mely igen jelentősnek mondható, ha a globális gazdaságot vesszük viszonyítási alapul. Azon kívül, hogy egyfajta rövidebb és ebből kifolyólag gazdaságosabb utat kínál a kontinensek között ingázó kereskedelmi hajóknak, segíti a fejlődő országok bevonását a gazdaság vérkeringésébe, és a távoli régiók számára egyfajta támasztékul szolgál gazdaságuk kiterjesztéséhez. Példának okáért vegyük egy szenet szállító hajó az USA keleti partjától Japánig tartó útvonalát. Ebben az esetben körülbelül 5000 km-t tud megspórolni, viszont ha egy ecuadori trópusi gyümölcsszállító hajó mondjuk Európába indul, akkor több mint 8000 km-rel tudja lerövidíteni útját.
A közép- és dél-amerikai gazdaság növekedése jelentős mértékben a csatornától függ, és a panamai nemzet számára létfontosságú, ugyanakkor óriási felelősség is hárul rá, hiszen nem szabad leállnia egyetlen napra sem. Ezért hozták létre a Csatorna Üzemeltetéséért Felelős Hatóságot (spanyolul: Autoridad de Canal de Panama, rövidítve: ACP), melynek feladatai közé tartozik a működtetés alapvető feltételeinek a biztosítása. Jelentősége a panamai gazdaságra vitathatatlan, ebből kifolyólag függő viszonyban áll a világkereskedelem áramlatait illetően, és érzékennyé válik a globális gazdaság ingadozásaira. Ezen kívül elemzők szerint fontossága egyre inkább csökken, ugyanis egyre nagyobb méretű szupertankhajók, úgynevezett „postpanamák” épülnek, melyek már nem férnek át a csatornán, és ha a szélesítésére nem kerül sor, akkor teljesen elveszíti prioritását. Nem is beszélve azokról az infrastrukturális beruházásokról, többségben útépítésekről, melyek az Egyesült Államok és Mexikó keleti partjától a nyugati partjáig tartanak, ezen kívül a szektor versenyképességének fenntartását segítő befektetések hatalmas kiadásokat jelentenek az állami költségvetésből. A függőség enyhítése érdekében Panama szükségét látta a többi gazdasági tevékenység fejlesztésének. Éveken keresztül az ország legnagyobb bevételét a csatorna jelentette, azonban ez a tendencia megváltozott, amikor is négy éve a turizmus a legnagyobb exportbevételt produkálja.

### Pénzneme
Hivatalos pénzneme az amerikai dollárral együtt a panamai balboa, melyet 1904-ben a kolumbiai peso helyébe vezettek be. A valuta árfolyama azóta az egyébként szintén törvényes fizetőeszköz amerikai dollárhoz van kötve 1:1 arányban, melyre szabadon átváltható, és amellyel együtt forog az országban. Sajátosság, hogy a Panamai Nemzeti Bank alkalmanként bocsát ki érméket, de bankjegyekkel utoljára 1941-ben próbálkoztak. Ezeket néhány napon belül vissza kellett vonni a forgalomból, innen származik a "hétnapos dollár" elnevezés. Azóta kizárólagosan a dollár bankjegyeket használják.

## Közlekedés
- Panamában a szilárd utak hossza 11 400 km. [forrás?]
- A sínek hossza 450 kilométer.
- A fő vasútvonal Panamaváros és Cristóbal között fut.

### Légi
2006-ban 117 repülőtér volt Panamában, ebből 53 rendelkezett burkolt futópályával.
Panamaváros közelében fekszik a Tocumen nemzetközi repülőtér, az ország fő légi kapuja.

### Vízi közlekedés
Óriási kereskedelmi flotta (hajó) közlekedik panamai lobogó alatt. Ezek többsége külföldi tulajdonban van, csak formálisan a panamai hajóraj tagja, az itteni alacsony bejegyzési díj és az elnéző munkaügyi törvények miatt választják a panamai lobogót.
Fő kikötők:
Atlanti óceán: 
- Manzanillo (Colón körzetének része)
- Coco Solo

Csendes-óceán:
- Balboa

Egyéb:
- Cristobal
- Vacamonte

## Telekommunikáció
| Hívójel prefix | HO-HP, H3, H8-H9, 3E-3F |
| ITU zóna       | 11                      |
| CQ zóna        | 7                       |

## Kultúra
A panamai kultúra kialakulását befolyásolták mindazok a népek kultúrái, akik letelepedtek a területen, így az indián, a spanyol, afrikai és a környező régió népei (kolumbiai, mexikói stb.) Ez a kultúrai kombináció látható a zenében, a táncban, a művészetekben és a panamai konyha kialakulásában is.

### Iskolarendszer
Panamában az oktatási rendszer három szintre tagozódik. Minden szinten találunk magán és állami iskolákat. Az oktatás ingyenes. Az elsőtől a felsőfokú képzésig nappali (8:00–13:00) és esti tagozatokban tanítanak (13:00–18:00). Kötelezően spanyol nyelven folyik a tanítás, de már az általános iskolában megkezdődik az angol nyelvű oktatás is. Léteznek magániskolák, ahol kizárólag angol nyelven oktatnak.
- Első Szint: Általános Iskola – 6 év, Középiskolai előkészítő – 3 év
- Második szint: Középiskola – 3 év
- Felsőfokú oktatás: technikum, egyetem, mesteri cím, doktorátus

A panamai állam rendkívül sokat költ az oktatásra, és számos felnőtt képzést is támogat. A Panamai Oktatási Minisztérium 2008-ban 968 millió dollárt, vagyis az állami költségvetés 17%-át kapta. Ebből 799 millió dollár jut a működési költségek fedezésére, a maradékot pedig különleges projektekre költik. A pedagógusok jól keresnek, ezért a legnépszerűbb állások egyike. Minden szakmában és területen találunk tanárokat. A panamai oktatás gyengeségei közé lehet sorolni a gyakorlatiasság hiányát és a felszínességet. A kreativitás és a gondolkodás-központúság teljesen kimarad, tények, adatok memorizálása és mintapéldák tanulókba való belesulykolása jellemző. Sokan kritizálják az oktatás minőségét és hatékonyságát vagyis nem nevel elegendő szakmai munkaerőt. A készségtárgyak teljesen háttérbe szorulnak. Szakkörök és iskola utáni elfoglaltságok szinte nem léteznek. Az egyetemeknek nehéz dolguk van, az alkotószellem és a mélyebb, elvontabb gondolkodásmód hiánya miatt. Sokan nem választanak olyan szakot, amely matematika- illetve fizikatudást igényel. A régióban az egyetemek nemzetközi elismerésnek örvendenek, de a mérnökképzési szakok üresek, műszakilag képesített szakember kevés van a munkapiacon.

### Kulturális intézmények

#### Kulturális világörökség
A kulturális világörökséghez tartozik Panamában
- Panama karibi tengerparti erődrendszere: Portobelo és San Lorenzo;
- Panamaváros történelmi negyede.

### Művészetek
- Építészet
- Képzőművészetek
- Irodalom
- Filmművészet
- Zene

### Illemtan, szokások
- Ha egy panamai meghív bennünket az otthonába valamilyen étkezésre vagy partira, számoljunk azzal, hogy jóval éjfél utánig ott kell maradnunk. Partira egyébként a megadott kezdési időpont után két órával is megérkezhetünk.
- Ne beszéljünk a helyieknek arról, hogy milyen vagyonnal rendelkezünk, mert őket sokkal jobban érdeklik a személyes tulajdonságok és a tudásunk. Dicsekvésnek tartják, ha valaki az anyagiakat előbbre helyezi, mint a személyes jó tulajdonságokat.
- Társalgás során lehetőleg kerüljük a rasszizmus, a vallás, a politika és a kábítószer-kereskedelem témáit. Jó társalgási téma lehet a család, a közös ismerősök, a közös érdeklődés, a hobbi és a sport.
- Az ország üzleti kultúrájában nincs helye az alkunak, ellentétben más latin-amerikai országokkal.
- Az ország belsejében, a falvakban érdemes élelmiszert vinni ajándékba, ezzel megköszönve az ebédre, vacsorára vagy társasági összejövetelre szóló meghívást.
- Tájékozódjunk Panama történelmével és kultúrájával. Tájékozottságunkat, akárcsak azt, hogy spanyolul próbálunk beszélni, értékelni fogják.

### Gasztronómia
Jellegzetes panamai ételek:
- sancocho (tyúkhúsleves trópusi zöldségfélékkel)
- carimañola (vagdalt hússal és tojással töltött manióka megsütve)
- patacones (karikára vágott, sózott zöld banán sütve)
- plátano maduro (banán fahéjjal fűszerezve és olajban megsütve)
- közkedvelt még az empanada, tortilla és tamal
- tengerparti csemege: arroz con coco y titi (rizs kókusszal és szárított apró tengeri rákokkal)

## Ünnepek
Az ország hivatalos ünnepei:
- Január 1. Újév
- Január 9. A mártírok napja [29]
- Karnevál hétfője Húshagyókedd előtti hétfő
- Karnevál keddje Húshagyókedd
- Nagypéntek
- Május 1. A munka ünnepe
- Július 1. (5 évente) elnökválasztás
- November 2. Halottak napja
- November 3. Elszakadás napja (Kolumbiától) [30]
- November 4. Nemzeti jelképek napja
- November 5. Colón-nap (1903-ra emlékezve, amikor Colón polgárai megállították a kolumbiai hadsereg előrenyomulását Panama Cityben)[31]
- November 10. A függetlenségi felkelés napja (Primer Grito de Independencia de la Villa de los Santos)
- November 28. A függetlenség napja (Spanyolországtól)
- December 8. Anyák napja és a Szeplőtelen Fogantatás ünnepe [32]
- December 25. Karácsony

## Fordítás
- Ez a szócikk részben vagy egészben  a   Panama című angol Wikipédia-szócikk fordításán alapul.  Az eredeti cikk szerkesztőit annak laptörténete sorolja fel. Ez a jelzés csupán a megfogalmazás eredetét és a szerzői jogokat jelzi, nem szolgál a cikkben szereplő információk forrásmegjelöléseként.